# Martin Huber (Polizist)
Martin Huber (* 1966) ist ein österreichischer Verwaltungsjurist und Landespolizeidirektor des Burgenlandes.

## Werdegang
Nach dem Jusstudium absolvierte Huber in den Jahren 1991 und 1992 seine Gerichtspraxis. Ebenfalls im Jahr 1992 trat er in den Dienst es Landes Burgenland ein und versah seinen Dienst bei der Bezirkshauptmannschaft Eisenstadt-Umgebung. 1994 wurde er dort Leiter des Sicherheitsreferats. Mit Dezember 1997 übernahm er die Tätigkeit eines Sicherheitsbeauftragten beim Amt der Landesregierung im Burgenland und wechselte mit September 1999 als Bezirkshauptmann-Stellvertreter in den Bezirk Neusiedl am See. Bereits im Jänner 2000 wurde Huber Bezirkshauptmann derselben Bezirkshauptmannschaft und gleichzeitig Sicherheitssprecher der burgenländischen Bezirkshauptleute. Nach dem Wechsel des bisherigen Landespolizeidirektors Hans Peter Doskozil in die Politik wurde Huber am 1. September 2016 unter neun Bewerbern für die Stelle zum Landespolizeidirektor bestellt. Er ist damit der einzige Landespolizeidirektor, der weder aus dem Wachkörper Bundespolizei noch aus der Polizeiverwaltung hervorging. 

## Auszeichnungen
- 2018: Großes Ehrenzeichen des Landes Burgenland[2][3]